# Iseosee
Der Iseosee (italienisch Lago d’Iseo oder Sebino) ist der viertgrößte der oberitalienischen Seen. Er liegt in den lombardischen Provinzen Brescia und Bergamo.

## Geografie
Der See befindet sich etwa 20 Kilometer nordwestlich von Brescia am Fuß der Bergamasker Alpen und der Adamello-Presanella-Alpen. Das Seebecken wurde von den eiszeitlichen Gletschern des Valcamonica-Tals ausgehöhlt. Der aus den Bergen kommende Fluss Oglio speist den See und verlässt ihn an dessen Südende in die Ebene.
Der 65,3 km² große See liegt auf einer Höhe von 181 m s.l.m., ist 25 Kilometer lang und bis zu 251 Meter tief. Im See liegen die Inseln Monte Isola („Inselberg“), die größte Insel in einem südeuropäischen Binnengewässer, sowie Isola di Loreto und Isola di San Paolo. Letztere befindet sich im Besitz der Waffenherstellerdynastie Beretta.
Man kann den See trotz vieler bis ans Wasser steil abfallender Felswände komplett umfahren. Die Straße ist an vielen Stellen aus dem Felsen gehauen. 2003 wurde die Passage am Ostufer weiter ins Landesinnere verlegt und verläuft als Strada statale 510 Sebina Orientale in Tunneln. Die alte Streckenführung aus dem 19. Jahrhundert wurde infolgedessen als Rad- und Fußweg umgebaut.
Am Ufer liegen die Orte Lovere, Marone, Pisogne, Sulzano, Iseo, Paratico, Sarnico und Riva di Solto.

## Karsthöhlensystem
Im Gebiet zwischen dem Iseosee und dem westlich gelegenen kleineren Lago di Endine wurde 2006 das sehr ausgedehnte Karsthöhlensystem Abisso Bueno Fonteno entdeckt, dessen Erkundung noch andauert.

## Wirtschaft
Aufgrund günstiger Fallwinde hat sich der See zu einem Segelsportparadies entwickelt. An den wenigen Badestränden hat sich eine gute Tourismusinfrastruktur herausgebildet, jedoch ist der Iseosee im Vergleich zum Comer See oder zum Gardasee weit weniger frequentiert.
Unmittelbar südlich des Sees beginnt das Weinanbaugebiet Franciacorta.
Der italienische Motorboothersteller Riva wurde 1842 als Werft in Sarnico gegründet.

## Kunst
Am 18. Juni 2016 eröffnete der Künstler Christo inmitten des Sees sein Kunstwerk The Floating Piers. Mit dieser Installation war es möglich, von Sulzano aus die Insel Monte Isola und von dort aus die Insel Isola di San Paolo zu Fuß über 16 Meter breite, im Wasser schwimmende Stege zu erreichen. Das Kunstwerk war bis zum 3. Juli 2016 begehbar und wurde dann wieder abgebaut und recycelt.

## Bilder

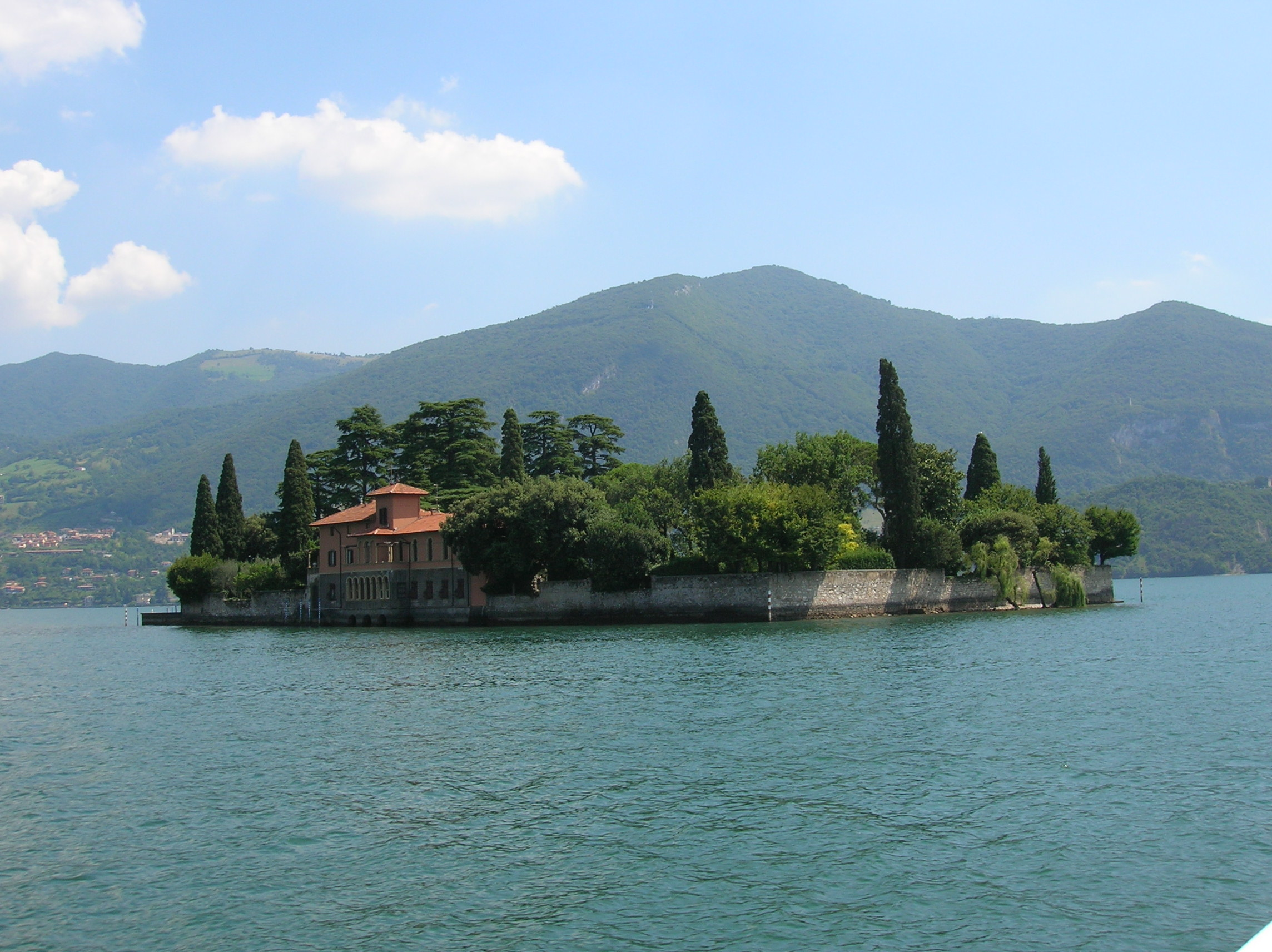
Isola di San Paolo
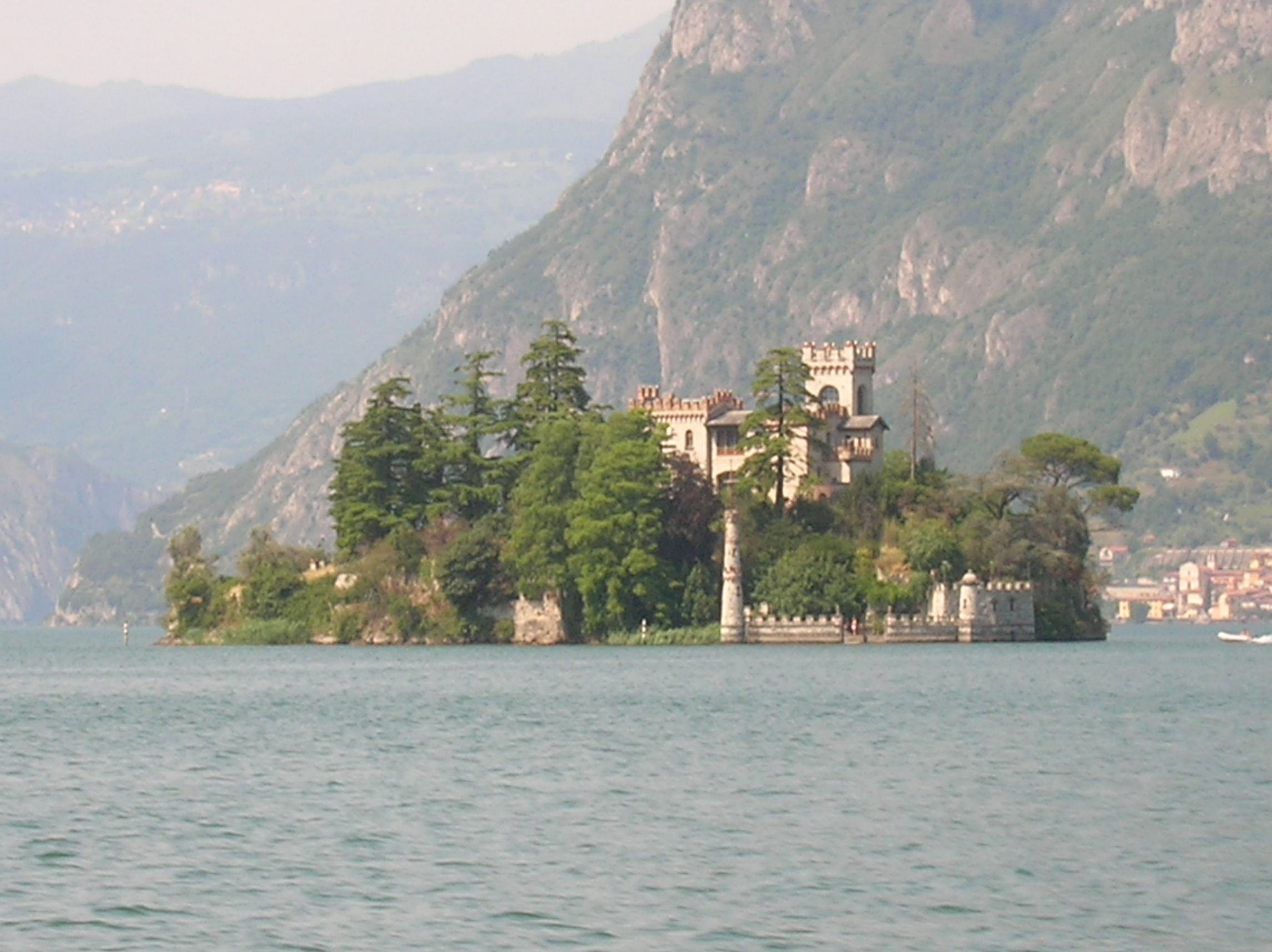
Isola di Loreto
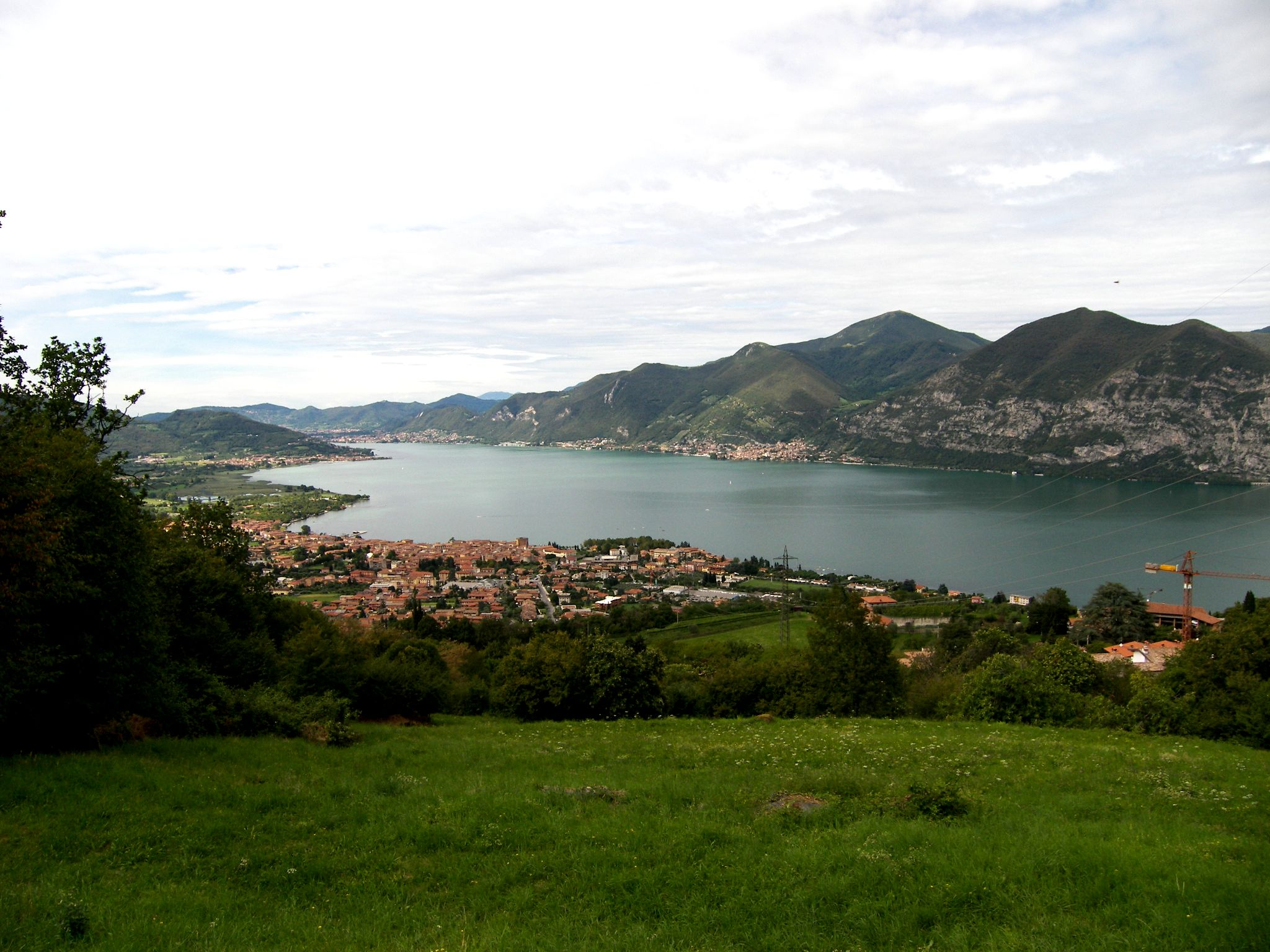
Iseo im Vordergrund
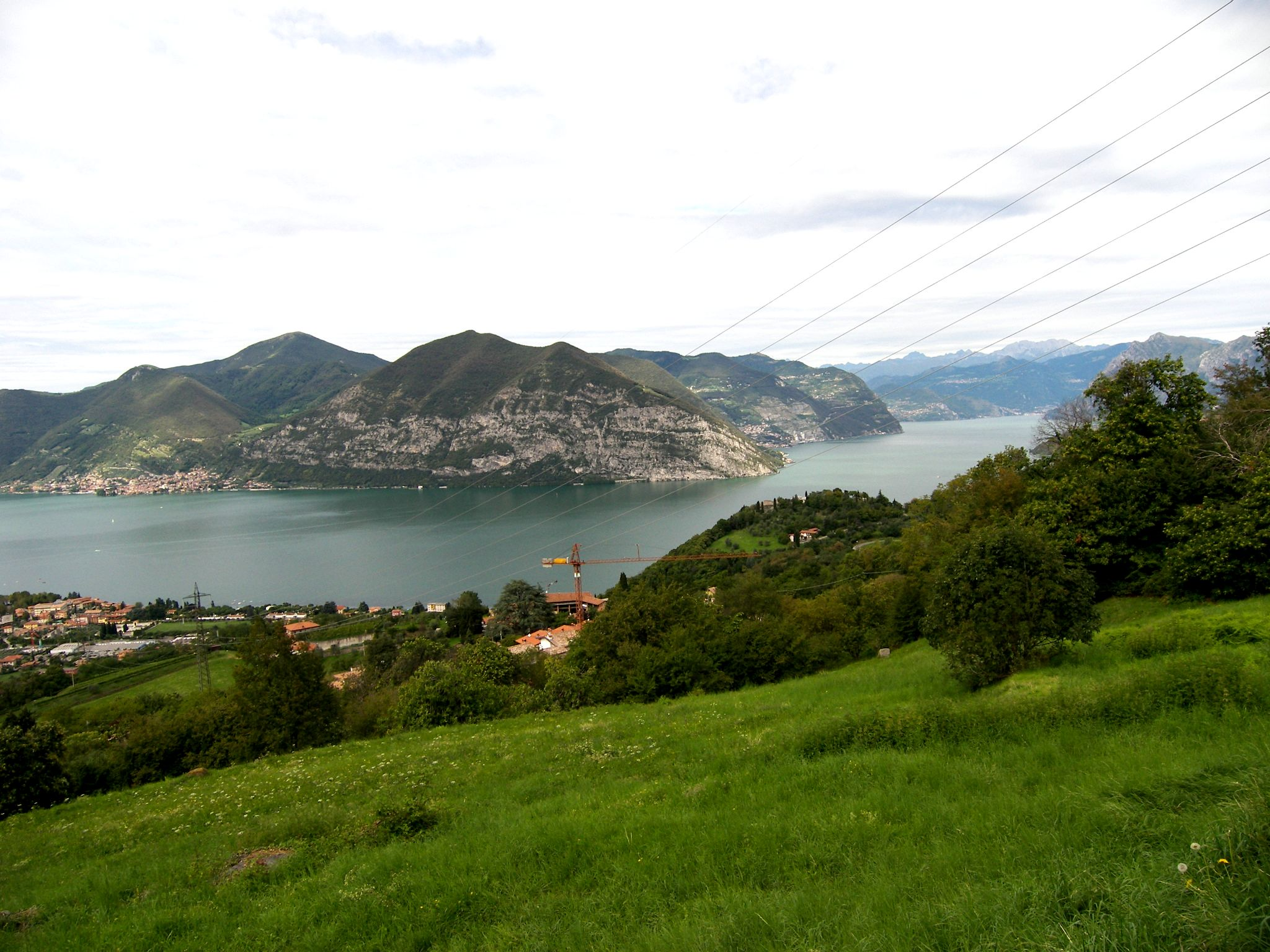
Der See aus Südosten
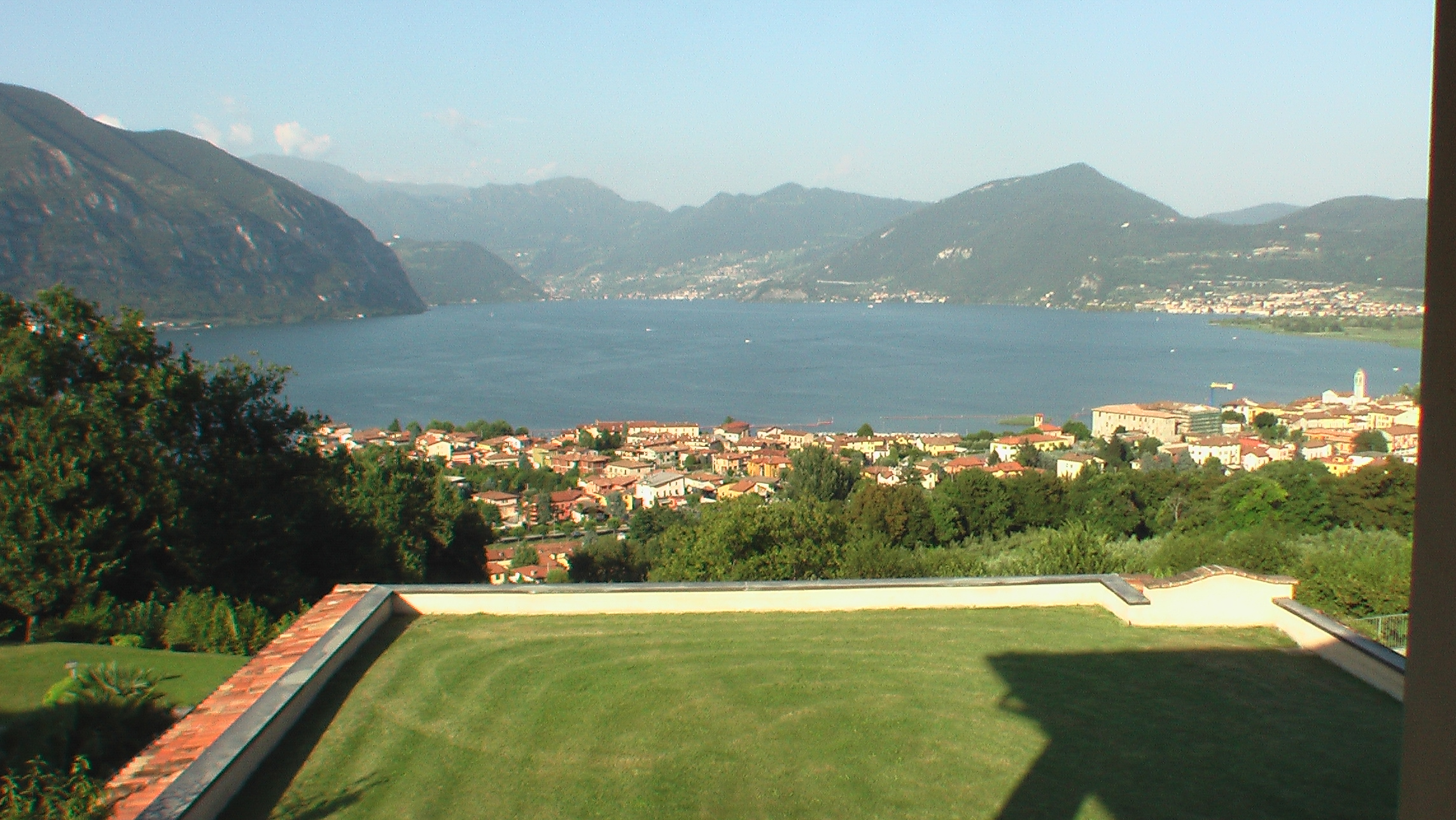
Clusane
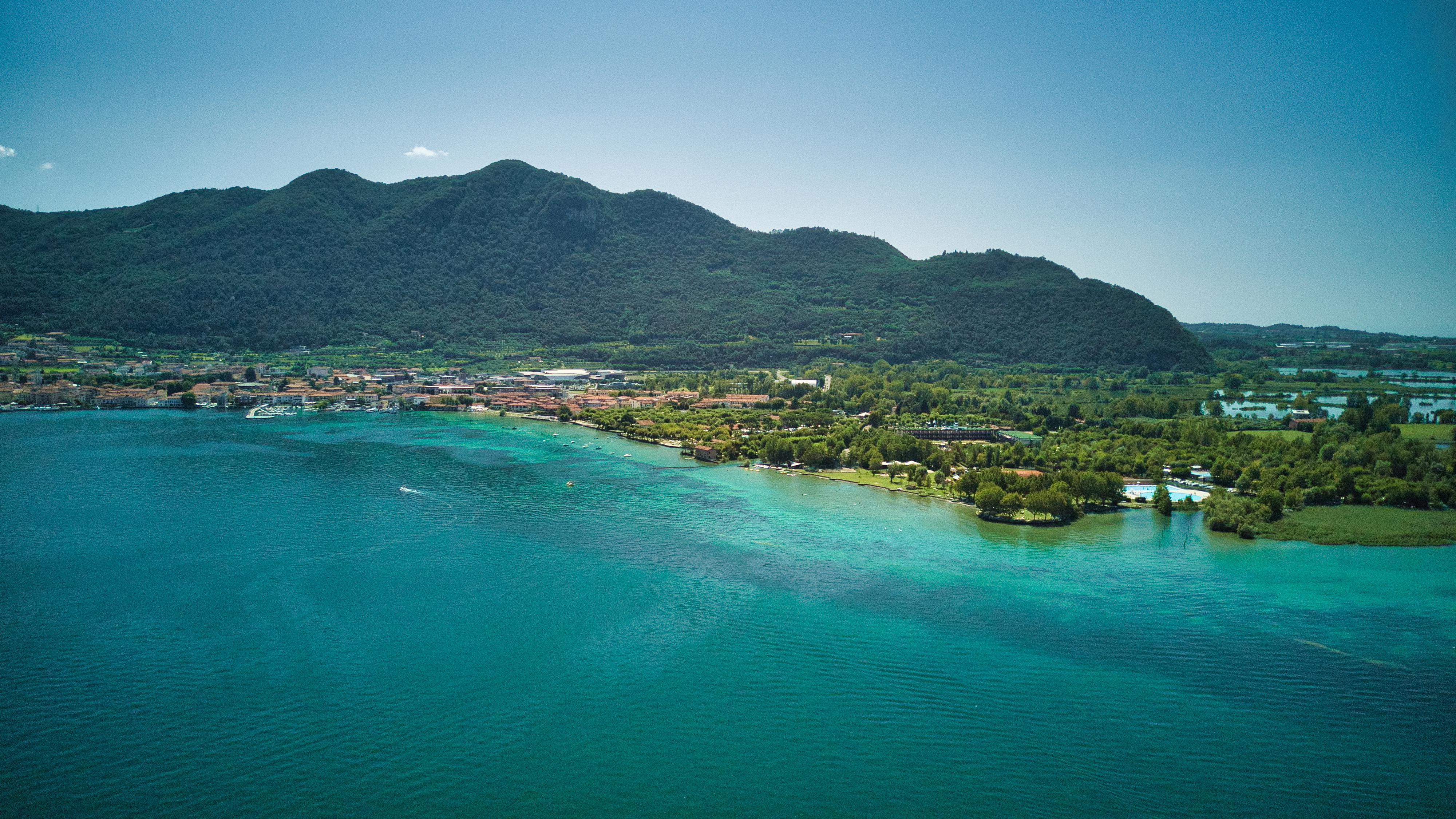
Im Hintergrund das Dorf Iseo, 2023